# Polnischer Fußballpokal 2005/06

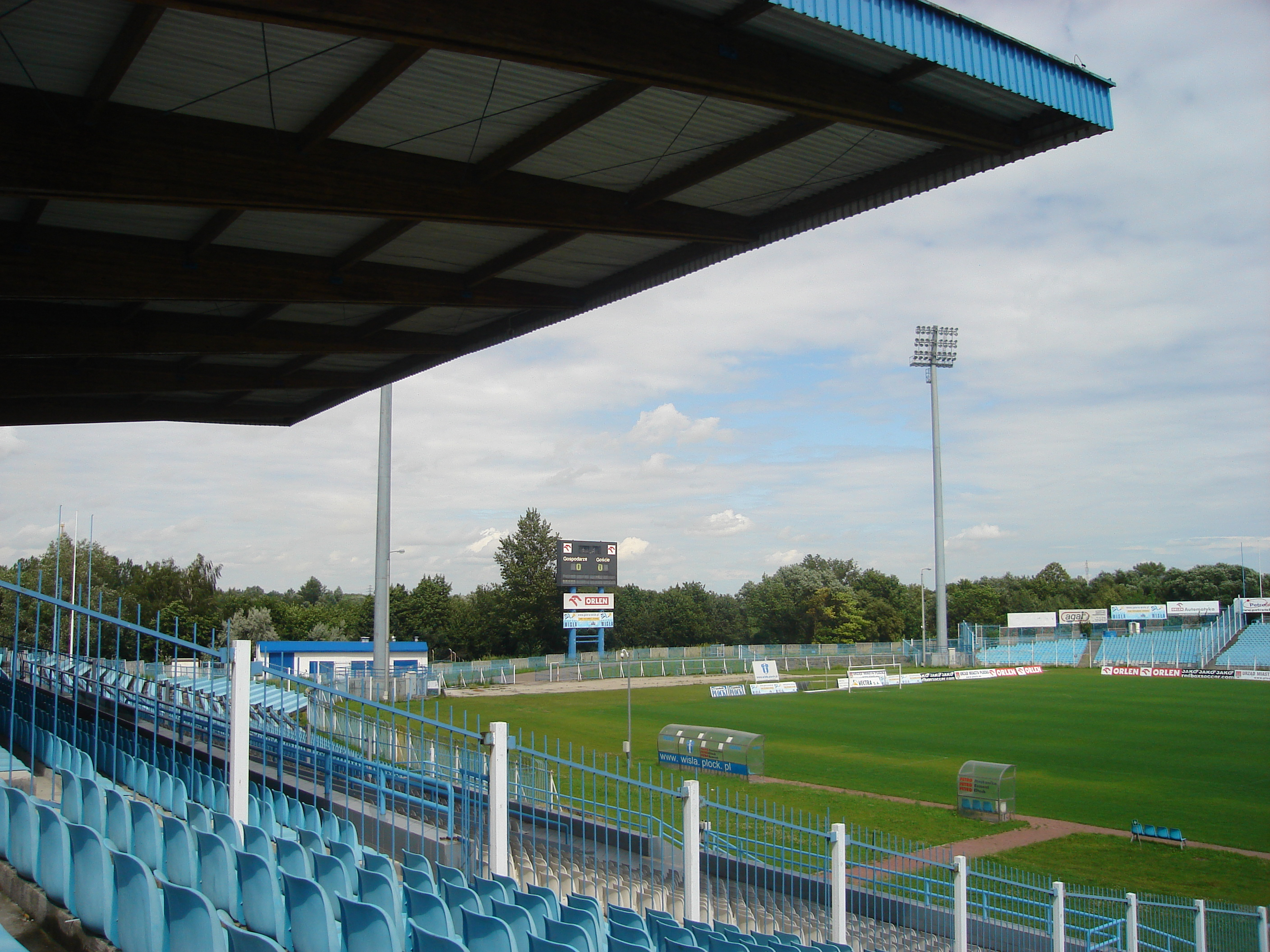
Stadion im. Kazimierza Górskiego in Płock, Austragungsort des zweiten Finalspiels

Der Puchar Polski 2005/06 war die 52. Ausspielung des polnischen Pokalwettbewerbs. Er begann am 2. August 2005 mit den Ausscheidungsspielen zur Vorrunde und endete mit den Finalspielen am 26. April und 3. Mai 2006 in Lubin und Płock.
Wisła Płock gewann den nationalen Pokal zum ersten Mal, nachdem der Klub bereits 2003 im Finale stand. Endspielgegner war Vorjahresfinalist Zagłębie Lubin, der auch sein zweites Finale verlor. Durch den Pokalgewinn qualifizierte sich Wisła Płock für die Teilnahme an der 2. Qualifikationsrunde des UEFA-Pokals 2006/2007.
Titelverteidiger Dyskobolia Grodzisk Wielkopolski schied im Achtelfinale aus.

## Teilnehmende Mannschaften
Für die Hauptrunde waren folgende 64 Mannschaften qualifiziert:
| 4=Ekstraklasa 14 Vereine der Saison 2004/05 | 4=2. Liga 18 Vereine der Saison 2004/05 | 32 Finalisten der regionalen Pokalwettbewerbe der Woiwodschaften der Saison 2004/05 |
| Wisła Krakau Dyskobolia Grodzisk Wielkopolski (TV) Legia Warschau Wisła Płock KS Cracovia Amica Wronki Górnik Łęczna Lech Posen Pogoń Szczecin Polonia Warschau Górnik Zabrze Zagłębie Lubin Odra Wodzisław GKS Katowice | Korona Kielce GKS Bełchatów Arka Gdynia Widzew Łódź Podbeskidzie Bielsko-Biała Jagiellonia Białystok Zagłębie Sosnowiec Kujawiak Włocławek ŁKS Łódź KSZO Ostrowiec Świętokrzyski Świt Nowy Dwór Mazowiecki KS Polkowice Piast Gliwice Ruch Chorzów Szczakowianka Jaworzno Radomiak Radom MKS Mława RKS Radomsko | - Ermland-Masuren Drwęca Nowe Miasto Lubawskie - OKS Stomil Olsztyn - Großpolen Tur Turek - Promień Opalenica - Heiligkreuz Wierna Małogoszcz - GKS Sitkówka-Nowiny - Karpatenvorland Tłoki Gorzyce - Żurawica Żurawica - Kleinpolen Okocimski KS Brzesko - Glinik Gorlice - Kujawien-Pommern Brzysko-Rol Brzyskorzystewko - Unia Janikowo - Lebus Arka Nowa Sól - Promień Żary - Lublin Hetman Zamość - Górnik II Łęczna - Łódź Omega Kleszczów - Warta Sieradz - Masowien Mazowsze Płock - Korona Ostrołęka - Niederschlesien Górnik/Zagłębie Wałbrzych - Nysa Zgorzelec - Oppeln LKS Poborszów - Odra Opole - Podlachien Jagiellonia II Białystok - Supraślanka Supraśl - Pommern Wierzyca Pelplin - Polonia Gdańsk - Schlesien GKS Tychy - BKS Stal Bielsko-Biała - Westpommern Sława Sławno - Flota Świnoujście |

## Vorrunde
Die Vorrundenspiele fanden am 2. August 2005 mit den 32 regionalen Finalisten aus den Woiwodschaften statt.
| Datum      |                              | Ergebnis  |                              |
| ---------- | ---------------------------- | --------- | ---------------------------- |
| 02.08.2005 | Supraślanka Supraśl          | 1:3       | OKS Stomil Olsztyn           |
| 02.08.2005 | Mazowsze Płock               | 1:0       | Omega Kleszczów              |
| 02.08.2005 | Warta Sieradz                | 3:1       | Jagiellonia II Białystok     |
| 02.08.2005 | Drwęca Nowe Miasto Lubawskie | 1:0       | Korona Ostrołęka             |
| 02.08.2005 | Wierzyca Pelplin             | 5:1       | Brzysko-Rol Brzyskorzystewko |
| 02.08.2005 | Unia Janikowo                | 13:0 1    | Sława Sławno                 |
| 02.08.2005 | Tur Turek                    | 5:2       | Polonia Gdańsk               |
| 02.08.2005 | Flota Świnoujście            | 2:1       | Promień Opalenica            |
| 02.08.2005 | Odra Opole                   | 13:0 1    | Promień Żary                 |
| 02.08.2005 | Arka Nowa Sól                | 2:0 n. V. | Górnik/Zagłębie Wałbrzych    |
| 02.08.2005 | Nysa Zgorzelec               | 2:1       | BKS Stal Bielsko-Biała       |
| 02.08.2005 | GKS Tychy                    | 0:1       | LKS Poborszów                |
| 02.08.2005 | Wierna Małogoszcz            | 1:0       | Glinik Gorlice               |
| 02.08.2005 | Tłoki Gorzyce                | 4:1       | GKS Sitkówka-Nowiny          |
| 02.08.2005 | Hetman Zamość                | 2:1       | Żurawica Żurawica            |
| 02.08.2005 | Okocimski KS Brzesko         | 5:1       | Górnik II Łęczna             |

## 1. Runde
Die Spiele der 1. Runde fanden am 9., 10. und 30. August 2005 statt. Es nahmen die 16 Gewinner der Vorrundenspiele sowie 16 Mannschaften der 2. Liga aus der Saison 2004/05 teil.
| Datum      |                              | Ergebnis              |                              |
| ---------- | ---------------------------- | --------------------- | ---------------------------- |
| 09.08.2005 | Tur Turek                    | 2:1                   | Arka Gdynia                  |
| 09.08.2005 | Warta Sieradz                | 3:2                   | Widzew Łódź                  |
| 09.08.2005 | Flota Świnoujście            | 1:3 n. V.             | Podbeskidzie Bielsko-Biała   |
| 09.08.2005 | Nysa Zgorzelec               | 1:3                   | Zagłębie Sosnowiec           |
| 09.08.2005 | LKS Poborszów                | 0:2                   | Kujawiak Włocławek           |
| 09.08.2005 | Arka Nowa Sól                | 0:3                   | KSZO Ostrowiec Świętokrzyski |
| 09.08.2005 | Hetman Zamość                | 2:1                   | Świt Nowy Dwór Mazowiecki    |
| 09.08.2005 | Wierna Małogoszcz            | 1:0                   | Gornik Polkowice             |
| 09.08.2005 | Drwęca Nowe Miasto Lubawskie | 2:1                   | Piast Gliwice                |
| 09.08.2005 | Okocimski KS Brzesko         | 4:2 n. V.             | Ruch Chorzów                 |
| 09.08.2005 | OKS Stomil Olsztyn           | 4:2                   | Szczakowianka Jaworzno       |
| 09.08.2005 | Wierzyca Pelplin             | 0:4                   | Radomiak Radom               |
| 09.08.2005 | Tłoki Gorzyce                | 4:1                   | MKS Mława                    |
| 09.08.2005 | Mazowsze Płock               | 13:0 1                | RKS Radomsko                 |
| 10.08.2005 | Unia Janikowo                | 1:1 n. V. (4:5 i. E.) | ŁKS Łódź                     |
| 30.08.2005 | Odra Opole                   | 0:0 n. V. (2:4 i. E.) | Jagiellonia Białystok        |

## 2. Runde
Die Spiele der 2. Runde wurden in Hin- und Rückspielen ausgetragen. Die erstgenannten Mannschaften hatten zuerst Heimrecht. Die Hinspiele fanden am 20., 21. und 27. September, die Rückspiele am 25. und 26. Oktober 2005 statt. Es nahmen die 16 Gewinner der 1. Runde, die Mannschaften der Ekstraklasa 2004/05 sowie die Aufsteiger Korona Kielce und GKS Bełchatów teil. Hetman Zamość erhielt ein Freilos.
| Datum             |                              | Gesamt |                                  | Hinspiel | Rückspiel |
| ----------------- | ---------------------------- | ------ | -------------------------------- | -------- | --------- |
| 20.09./25.10.2005 | GKS Bełchatów                | 0:2    | Podbeskidzie Bielsko-Biała       | 0:1      | 0:1       |
| 20.09./26.10.2005 | Warta Sieradz                | 0:7    | Wisła Płock                      | 0:2      | 0:5       |
| 20.09./26.10.2005 | Wierna Małogoszcz            | 1:4    | Zagłębie Lubin                   | 1:1      | 0:3       |
| 20.09./25.10.2005 | Cracovia                     | 0:2    | Kujawiak Włocławek               | 0:0      | 0:2       |
| 20.09./25.10.2005 | ŁKS Łódź                     | 2:6    | Pogoń Szczecin                   | 1:4      | 1:2       |
| 20.09./26.10.2005 | KSZO Ostrowiec Świętokrzyski | 1:4    | Legia Warschau                   | 1:2      | 0:2       |
| 20.09./25.10.2005 | Odra Wodzisław               | 7:1    | Zagłębie Sosnowiec               | 4:1      | 3:0       |
| 21.09./26.10.2005 | Mazowsze Płock               | 0:6    | Korona Kielce                    | 0:3      | 0:3       |
| 21.09./25.10.2005 | OKS Stomil Olsztyn           | 01:11  | Dyskobolia Grodzisk Wielkopolski | 1:6      | 0:5       |
| 21.09./26.10.2005 | Tłoki Gorzyce                | 0:6    | Wisła Krakau                     | 0:3      | 0:3       |
| 21.09./26.10.2005 | Drwęca Nowe Miasto Lubawskie | 0:6    | Amica Wronki                     | 0:3      | 0:3       |
| 21.09./25.10.2005 | Okocimski KS Brzesko         | 4:7    | Lech Posen                       | 3:3      | 1:4       |
| 21.09./25.10.2005 | Jagiellonia Białystok        | 3:1    | Górnik Łęczna                    | 1:0      | 2:1 n. V. |
| 21.09./26.10.2005 | Górnik Zabrze                | 0:4    | Radomiak Radom                   | 0:1      | 0:3       |
| 27.09./25.10.2005 | Polonia Warschau             | 2:1    | Tur Turek                        | 2:0      | 0:1       |

## 3. Runde
Die Spiele der 3. Runde wurden in Hin- und Rückspielen ausgetragen. Die erstgenannten Mannschaften hatten zuerst Heimrecht. Die Hinspiele fanden vom 8. bis 11. November, die Rückspiele zwischen dem 15. und 30. November 2005 statt.
| Datum          |                                  | Gesamt    |                            | Hinspiel | Rückspiel |
| -------------- | -------------------------------- | --------- | -------------------------- | -------- | --------- |
| 08./23.11.2005 | Wisła Płock                      | 3:0       | Podbeskidzie Bielsko-Biała | 3:0      | 0:0       |
| 08./29.11.2005 | Jagiellonia Białystok            | 4:5       | Polonia Warschau           | 1:3      | 3:2       |
| 08./30.11.2005 | Zagłębie Lubin                   | 2:1       | Wisła Krakau               | 1:1      | 1:0       |
| 09./22.11.2005 | Kujawiak Włocławek               | (a)2:2(a) | Pogoń Szczecin             | 1:0      | 1:2       |
| 09./16.11.2005 | Lech Posen                       | 4:0       | Radomiak Radom             | 2:0      | 2:0       |
| 09./15.11.2005 | Amica Wronki                     | 2:3       | Odra Wodzisław             | 0:0      | 2:3       |
| 10./23.11.2005 | Dyskobolia Grodzisk Wielkopolski | 3:4       | Korona Kielce              | 2:2      | 1:2       |
| 11./23.11.2005 | Hetman Zamość                    | 00:10     | Legia Warschau             | 0:4      | 0:6       |

## Viertelfinale
Die Spiele wurden in Hin- und Rückspielen ausgetragen. Die erstgenannten Mannschaften hatten zuerst Heimrecht. Die Hinspiele fanden zwischen dem 22. November und 13. Dezember 2005, die Rückspiele zwischen dem 29. November 2005 und dem 7. März 2006 statt.
| Datum             |                | Gesamt |                    | Hinspiel | Rückspiel |
| ----------------- | -------------- | ------ | ------------------ | -------- | --------- |
| 22./29.11.2005    | Lech Posen     | 1:0    | Odra Wodzisław     | 1:0      | 0:0       |
| 29.11./06.12.2005 | Wisła Płock    | 2:1    | Kujawiak Włocławek | 1:0      | 1:1 n. V. |
| 30.11.05/07.03.06 | Legia Warschau | 2:3    | Korona Kielce      | 2:0      | 0:3 n. V. |
| 13./18.12.2005    | Zagłębie Lubin | 3:1    | Polonia Warschau   | 0:1      | 3:0       |

## Halbfinale
Die erstgenannten Mannschaften hatten zuerst Heimrecht. Die Hinspiele fanden am 14. und 15. März, die Rückspiele am 21. und 22. März 2006 statt.
| Datum          |                | Gesamt |               | Hinspiel | Rückspiel |
| -------------- | -------------- | ------ | ------------- | -------- | --------- |
| 14./21.03.2006 | Zagłębie Lubin | 2:0    | Korona Kielce | 2:0      | 0:0       |
| 15./22.03.2006 | Wisła Płock    | 1:0    | Lech Posen    | 10:0 1   | 1:0       |

## Finale

### Hinspiel
| Zagłębie Lubin                                   | Zagłębie Lubin | Wisła Płock | Wisła Płock |
| ------------------------------------------------ | --- | --- | ----------- |
| Zagłębie Lubin                                   | \| 26. April 2006 in Lubin (Stadion Zagłębia Lubin) \| \| Ergebnis: 2:3 (0:1) \| \| Zuschauer: 8.000 \| \| Schiedsrichter: Tomasz Pacuda \| | \| 26. April 2006 in Lubin (Stadion Zagłębia Lubin) \| \| Ergebnis: 2:3 (0:1) \| \| Zuschauer: 8.000 \| \| Schiedsrichter: Tomasz Pacuda \| | Wisła Płock |
| Zagłębie Lubin                                   | Mariusz Liberda – Robert Kłos (83. Grzegorz Bartczak), Michał Stasiak, Manuel Arboleda, Łukasz Mierzejewski – Wojciech Łobodziński, Andrzej Szczypkowski, Dariusz Jackiewicz, Maciej Iwański – Dawid Plizga (21. Łukasz Piszczek), Michał Chałbiński Cheftrainer: Franciszek Smuda | Robert Gubiec – Nebojša Živković, Žarko Belada, Paweł Magdoń, Krzysztof Kazimierczak – Vahan Gevorgyan (62. Sławomir Peszko), Patryk Rachwał, Dariusz Romuzga, Lumír Sedláček (90. Maciej Truszczyński) – Josef Obajdin (82. Mitar Peković), Ireneusz Jeleń Cheftrainer: Josef Csaplár ( Tschechien) | Wisła Płock |
| Zagłębie Lubin                                   | 1:2 Dariusz Jackiewicz (63.) 2:2 Manuel Arboleda (77.) | 0:1 Ireneusz Jeleń (1.) 0:2 Ireneusz Jeleń (56.) 2:3 Žarko Belada (89.) | Wisła Płock |
| Zagłębie Lubin                                   | Josef Obajdin, Mitar Peković, Ireneusz Jeleń | | Wisła Płock |
| 26. April 2006 in Lubin (Stadion Zagłębia Lubin) | | |             |
| Ergebnis: 2:3 (0:1)                              | | |             |
| Zuschauer: 8.000                                 | | |             |
| Schiedsrichter: Tomasz Pacuda                    | | |             |

### Rückspiel
| Wisła Płock                                     | Wisła Płock | Zagłębie Lubin | Zagłębie Lubin |
| ----------------------------------------------- | --- | --- | -------------- |
| Wisła Płock                                     | \| 3. Mai 2006 in Płock (Kazimierz-Górski-Stadion) \| \| Ergebnis: 3:1 (0:0) \| \| Zuschauer: 8.520 \| \| Schiedsrichter: Krzysztof Słupik \| | \| 3. Mai 2006 in Płock (Kazimierz-Górski-Stadion) \| \| Ergebnis: 3:1 (0:0) \| \| Zuschauer: 8.520 \| \| Schiedsrichter: Krzysztof Słupik \| | Zagłębie Lubin |
| Wisła Płock                                     | Robert Gubiec – Nebojša Živković, Žarko Belada, Paweł Magdoń, Krzysztof Kazimierczak (46. Mitar Peković) – Vahan Gevorgyan, Patryk Rachwał, Dariusz Romuzga, Lumír Sedláček (83. Maciej Truszczyński) – Josef Obajdin, Ireneusz Jeleń (88. Robert Styranowski) Cheftrainer: Josef Csaplár ( Tschechien) | Mariusz Liberda – Filipe, Michał Stasiak, Manuel Arboleda (58. Grzegorz Bartczak), Łukasz Mierzejewski (64. Vladimír Čáp) – Wojciech Łobodziński, Andrzej Szczypkowski, Dariusz Jackiewicz (70. Sunday Ibrahim), Maciej Iwański – Łukasz Piszczek, Michał Chałbiński Cheftrainer: Franciszek Smuda | Zagłębie Lubin |
| Wisła Płock                                     | 1:0 Paweł Magdoń (68.) 2:0 Vahan Gevorgyan (73.) 3:1 Maciej Truszczyński (86.) | 2:1 Łukasz Piszczek (82.) | Zagłębie Lubin |
| Wisła Płock                                     | Žarko Belada | Michał Stasiak, Michał Chałbiński | Zagłębie Lubin |
| 3. Mai 2006 in Płock (Kazimierz-Górski-Stadion) | | |                |
| Ergebnis: 3:1 (0:0)                             | | |                |
| Zuschauer: 8.520                                | | |                |
| Schiedsrichter: Krzysztof Słupik                | | |                |